# Бойка Константинова
Бойка Константинова-Живадинович (25 април 1911 г.), е българска оперна певица, сопран.

## Биография
Дъщеря на гимназиален учител, едва пет годишна остава без баща си, който загива на фронта. След това събитие Бойка, заедно с майка си и брат си решават да се преместят в София, където открива операта. Печели конкурс при Музикалното училище заедно с други двама участници; вече като ученичка е канена да пее в Радио София, където получава псевдонима „момичето със сребърния глас“.

## Отличия
През 2009 г. Бойка Константинова получава плакет и американския флаг по препоръка на американския сенатор Джордж Алън.